# Fondation Ford
La Fondation Ford (en anglais : The Ford Foundation), créée en 1936 par l’industriel Henry Ford, fondateur de l'entreprise de construction automobile, et son fils Edsel Ford, est une organisation philanthropique dont le siège se trouve à New York. Elle s'est donné pour objectif de soutenir financièrement des projets tels que la défense de la démocratie, la réduction de la misère ou la promotion de la bonne entente entre nations. La fondation est présidée par Darren Walker depuis 2013.

## Histoire

### Origines
La fondation Ford est créée en 1936 à Détroit, la ville de l'automobile américaine. À la fin des années 1940, la fondation, qui se consacrait à ses débuts aux besoins opérationnels de l'entreprise Ford à Détroit et ses environs, élargit son champ d'action pour répondre à des ambitions plus grandes.

### Orientation vers le management
Le décès d'Henry et d'Edsel Ford mène à une augmentation des fonds reçus par la fondation. Horace Rowan Gaither est nommé pour diriger un comité d'étude ayant pour but d'établir les objectifs futurs de la fondation. Gaither, qui fut président de la RAND Corporation, devint président de la fondation Ford de 1953 à 1956. Il était convaincu que les sciences sociales pouvaient et devaient être mobilisées pour servir la nation, et que cela nécessitait des managers qui comprennent ces sciences sociales et peuvent apprécier les possibilités de leurs applications. En 1958, il déclarait à la Stanford Business School : « le défi soviétique requiert que nous cherchions et utilisions les meilleurs renseignements du management américain ».
L'influence de Horace Rowan Gaither, à travers la fondation Ford, sur le développement des études et écoles de commerce et de management aux États-Unis, est importante. Un rapport de la Fondation en 1959 déplorait un niveau « affreusement bas » d'acceptabilité parmi les business schools américaines, niveau que nombre d'écoles n'atteignaient en fait même pas. Le problème était illustré par une liste de nombreuses options de cours sur les principes de la pâtisserie et de la boulangerie ("principles of baking") qui existaient dans l'une des écoles du Sud. En même temps, il y avait l'optimisme que la situation pouvait être rectifiée par "une science du management" que l'on pouvait transmettre aux étudiants comme une méthodologie pour la prise de décision. Au lieu d'apprendre à se reposer sur son jugement (ce qui avait été la base du programme de Harvard), les étudiants pouvaient développer une compétence plus analytique en étant immergés par les méthodes quantitatives et des théories de la décision.
Sous l'influence de Gaither, Ford a dirigé de vastes sommes d'argent vers les meilleures école de commerce pour créer des centres d'excellence, haussant le calibre intellectuel et professionnel des générations à venir de managers et de leurs professeurs. En deux décennies, le nombre de business schools aux États-Unis a triplé, et la production de MBA a augmenté fortement en conséquence.
En 1980, 57 000 MBA étaient octroyés par 600 programmes, comptant pour 20 % du nombre total de diplômes de masters délivrés. Au même moment, il y avait une expansion équivalente du nombre de revues académiques de business, d'environ 20 à la fin des années 1950 à 200, deux décennies plus tard. En 1965, la fondation Ford rapportait "une utilisation croissante d'analyse quantitative et de model building" ("construction de modèle") et plus de publications dans des journaux spécialisés en économie, psychologie et statistique.
L'objectif de la fondation Ford était à l'origine d'intégrer la méthode de l'étude de cas déjà enseignée à Harvard dans l'économie, en perfectionnant les études de cas tout en tempérant la théorie économique avec une dose de réalisme. L'équilibre devait être ajusté vers plus de recherche avec moins de description, plus de théorie et moins de pratique. Peu d'équilibre fut en fait trouvé. En s'enfonçant dans ce qui sera plus tard admis comme une "erreur tactique", l'offensive de la fondation Ford pour l'excellence académique dans les business schools américaines vint à être dominée par des économistes qui montraient aussi peu d'intérêt dans l'interdisciplinarité que dans le souci de l'application dans le monde réel de leurs théories. Dans les années 1960, cependant, ils apparaissaient comme un vent de renouveau dans le monde universitaire.

### Orientation vers l'art
Dans les années 1950-1960, et sous l'impulsion de son président Henry Heald (en), la fondation Ford s'intéresse davantage à l'art et aide les universités américaines dans ce sens. Elle subventionne les orchestres américains à hauteur de 80 millions de dollars et distribue d'importantes sommes aux ballets, aux théâtres, etc. Dans les années 1960, la fondation Ford est la plus riche des États-Unis. Elle soutient l'aide juridictionnelle embryonnaire. Entre 1966 et 1986, elle distribue 200 millions de dollars à plus de 1 000 Community Development Corporations, des organisations dans les quartiers difficiles dont le but est de développer les actions culturelles.
La fondation Ford finance le Comité américain pour une Europe unie, actif de 1948 à 1960. En 1979, Franklin A. Thomas est nommé président de la fondation Ford, devenant l'un des premiers afro-américains à mener une grande institution philanthropique aux États-Unis. Il maintient son poste jusqu'en 1996, jouant un rôle clé dans la lutte anti-appartheid en Afrique du Sud et dans la libération de Nelson Mandela. La fondation participe à la fin des années 1990 aux efforts du gouvernement américain visant à renverser le président serbe Slobodan Milošević.

### XXIe siècle
Au début du XXIe siècle, la fondation Ford distribue environ 80 millions de dollars par an aux institutions culturelles et aux artistes. En France, elle finance entre autres le CRAN, et l'Institut français des relations internationales, mais aussi, dans le passé, Futuribles et le Congrès pour la liberté de la culture, Reporters sans frontières.
Le 1er juillet 2009, la Fondation Ford fait un don de 300 000 USD à la Wikimedia Foundation pour aider au développement de la plateforme multimédia Wikimedia Commons. En 2013, Darren Walker est nommé président de la fondation,. En 2016, au Sénégal, la fondation Ford participe à hauteur de 500 millions FCFA à la restauration de la Maison des Esclaves. En 2021, la fondation annonce abandonner intégralement ses investissements dans les énergies fossiles, ce qui représente moins de 0,3̥ de ses actifs.
En Tunisie, elle finance des ONG et autres associations dit " pro-démocratie " comme Al Bawsala dans l'optique de renverser le Président en place Kais Saied,.

## Liste des dirigeants
| Identité                              | Période        | Période        | Durée  |
| Identité                              | Début          | Fin            | Durée  |
| ------------------------------------- | -------------- | -------------- | ------ |
| Franklin A. Thomas (en) (1934 - 2021) | 1979           | 1996           | 17 ans |
| Susan Berresford (en) (née en 1943)   | 1996           | 2008           | 12 ans |
| Luis Ubiñas (en) (né en 1963)         | 2008           | septembre 2013 | 5 ans  |
| Darren Walker (en) (né en 1960)       | septembre 2013 |                |        |